# Francis Cotes
Francis Cotes RA (født 20. maj 1726, død 16. juli 1770) var en engelsk maler, en af pionererne i engelsk pastelmaleri og en grundlægger af Det Kongelige Akademi i 1768.

## Liv og arbejde
Han blev født i London, den ældste søn af Robert Cotes, en apoteker (Francis yngre bror Samuel Cotes (1734-1818) blev også en kunstner med speciale i miniaturer). Cotes uddannet med portrætmaler George Knapton (1698-1778), inden han etablerede sin egen virksomhed i hans fars forretnings lokaler i Londons Cork Street, der i øvrigt lærte meget om kemi for at informere sin fremstilling af pasteller.
En beundrer af pasteltegninger af Rosalba Carriera, Cotes koncentreret om værker i pastel og farveblyant (hvoraf nogle blev kendt som graveringer). Efter at have skubbet grænsen til medium som medium - selvom han aldrig blev forladt overhovedet - vendte Cotes til oliemaleri som et middel til at udvikle sin stil i større værker. I sine mest succesrige malerier, især i begyndelsen af 1760'erne, er oliemaling tyndt påført, efterlignet hans pastelteknik, og indrammet af charme, indbydende sammenligninger med Allan Ramsay (1713-1784) og Sir Joshua Reynolds. De har klarhed og varme og besidder en bemærkelsesværdig opmærksomhed på kostume. I 1763 købte han et stort hus (senere besat af George Romney) i Cavendish Square. Han malede også The Young Cricketer.
Efter 1746 blev kostumerne i hans billeder hovedsagelig henrettet af den specialiserede draperimaler Peter Toms.
Cotes blev en af de mest fashionabel portrætmalere i sin tid, Cotes fandt kunstnerforeningen i Storbritannien og blev sin direktør i 1765. På toppen af sine kræfter blev Cotes inviteret til at blive en af de første medlemmer af Det Kongelige Akademi, men døde kun to år senere, 44 år i Richmond.
Han lærte også pastelfærdigheder til John Russell, der beskrev Cotes 'teknikker i sin bog The Elements of Painting with Crayon.